# Empty Tremor
Empty Tremor ist eine italienische Progressive-Metal-Band aus Mezzano, die im Jahr 1993 unter dem Namen Noise Pollution gegründet wurde.

## Geschichte
Die Band wurde im Jahr 1993 unter dem Namen Noise Pollution von Schlagzeuger Stefano Ruzzi (zu diesem Zeitpunkt 14 Jahre alt), Gitarrist Christian Tombetti (15 Jahre), Bassist Dennis Randi (16 Jahre), Gitarrist Marco Guerrini (12 Jahre) und Sänger Davide De Paoli gegründet. Zusammen coverten sie Lieder von Metallica, Guns N’ Roses, Pink Floyd und Led Zeppelin. Kurze Zeit später kam Keyboarder Daniele Liverani zur Besetzung und sie begannen mit dem Schreiben von eigenen Liedern. Im Jahr 1995 änderte die Gruppe ihren Namen in Empty Tremor um, wobei Matteo Babini nun als neuer Sänger vertreten war, und nahm ihr erstes Demo Apocolokyntosys auf. Im Jahr 1996 kam Sänger Giò De Luigi zur Band, wonach die Band neue Lieder entwickelte. Daraus entstand das Debütalbum Apocolokyntosys im Jahr 1997 in Zusammenarbeit zwischen Pick Up Records und Rising Sun Records, bzw. für Japan über Fandango Records.
Im Jahr 1999 folgte das zweite Album Eros and Thanatos über Elevate Records, SPV und Audioglobe 99Th Floor, bzw. für Korea über One Music. Außerdem war die Band im selben Jahr auch auf dem Sampler Voices - A Tribute To Dream Theater zu hören. Im Jahr 2000 verließ Sänger Giò De Luigi die Band, um sich seinem eigenen Musikprojekt zu widmen. Im selben Jahr eröffnete die Band ein Konzert für Yngwie Malmsteen. Im Jahr 2003 kam als Sänger Oliver Hartmann zur Band, wonach die Aufnahmen zum nächsten Album begannen, das im Jahr 2004 unter dem Namen The Alien Inside über Frontiers Records erschien. Im selben Jahr der Veröffentlichung spielte die Band als Vorgruppe für Dream Theater.
Im Jahr 2006 verließ Keyboarder Daniele Liverani die Band, um sich seiner Solokarriere zu widmen. Ihm folgte kurz darauf Schlagzeuger Stefano Ruzzi. Im Folgejahr kam Marco Scott Gilardi als neuer Keyboarder zur Besetzung und das Schreiben von neuem Material begann. Da bisher noch kein passender Schlagzeuger gefunden wurde, übernahm Gitarrist Marco Guerrini ebenfalls diesen Posten. Auf dem Album Iridium war Sänger Giò De Luigi wieder zu hören, das Schlagzeug übernahm nun Dario Ciccioni. Das Album wurde im Juli 2009 im Fear Studio unter der Leitung Marco Scott Gilardi aufgenommen. Das Album erschien im Jahr 2010 über SG Records.

## Stil
Die Band spielt komplexen Progressive Metal, der teilweise mit der Musik von Dream Theater vergleichbar ist.

## Diskografie
- Apocolokyntosys (Demo, 1994, Eigenveröffentlichung)
- Apocolokyntosys (Album, 1997, Pick Up Records/Rising Sun Records, Fandango Records (Japan))
- Eros and Thanatos (Album, 1999, Elevate Records/SPV/Audioglobe 99Th Floor, One Music (Korea))
- The Alien Inside (Album, 2004, Frontiers Records)
- Iridium (Album, 2010, SG Records)
- Slice of Live (Live Album, 2015, SG Records)